# Plitvica (přítok Drávy)
Plitvica je řeka v severním Chorvatsku. Je dlouhá 65 km a prochází Varaždinskou župou. Pramení v chorvatském Záhoří v blízkosti vesnice Goruševnjak (součást opčiny Vinica) a ústí do řeky Drávy.

## Sídla ležící u břehu řeky
Goruševnjak, Pešćenica Vinička, Plitvica Voćanska, Korenjak, Greda, Domitrovec, Krkanec, Zamlača, Prekno, Gojanec, Jalkovec, Varaždin, Gornji Kućan, Novakovec, Vrbanovec, Hrastovljan, Madaraševec, Luka Ludbreška, Priles, Obrankovec, Sesvete Ludbreške, Dubovica, Veliki Bukovec